# 1691 au théâtre
| Années du théâtre : 1688 - 1689 - 1690 - 1691 - 1692 - 1693 - 1694    |
| Décennies du théâtre : 1660 - 1670 - 1680 - 1690 - 1700 - 1710 - 1720 |

## Événements
- Le biographe et critique dramatique anglais Gerard Langbaine publie à Oxford An Account of the English Dramatic Poets, premier ouvrage à donner des informations biographiques et critiques sur les dramaturges du théâtre anglais de la Renaissance[1].

## Pièces de théâtre publiées
- Amphitryon, le Roi Arthur, pièces de John Dryden.
- Athalie de Jean Racine.

## Pièces de théâtre représentées
- 17 janvier : La Coquette de Jean-François Regnard, Paris, Comédie-Italienne.
- janvier : Love For Money; Or, The Boarding School, comédie de Thomas d'Urfey, Londres, Théâtre de Drury Lane.
- 3 février : Le Grondeur de Brueys et Palaprat, Paris, Comédie-Française.
- 12 février : Tiridate de Campistron, Paris, Comédie-Française.
- 13 juin : La Parisienne de Dancourt, Paris, Comédie-Française.
- 22 juin : Le Muet de Brueys et Palaprat, Paris, Comédie-Française.
- 10 octobre : Le Bon Soldat de Dancourt, Paris, Comédie-Française.
- 28 novembre : Astrée, tragédie lyrique de La Fontaine, Paris, Opéra, avec musique de Pascal Collasse, gendre de Jean-Baptiste Lully : échec complet.
- 28 décembre : Phaéton d'Edme Boursault, Paris, Comédie-Française.
- décembre : The Wives Excuse, comédie de Thomas Southerne, Londres, Théâtre de Drury Lane, par l'United Company.

## Naissances
- 4 février : George Lillo, auteur dramatique britannique, mort le 3 septembre 1739.

## Décès
- 8 avril : Francis Fane, poète et dramaturge anglais.
- 25 avril : Jean-Baptiste Monchaingre, dit Philandre, comédien français, né vers 1616.
- 19 octobre : Isaac de Benserade.
- 8 décembre : Michel Le Clerc, avocat et auteur de tragédies français (né en 1622).